# جيمس مانبي غولي
جيمس مانبي غولي (14 مارس 1808 – 1883) هو طبيب من العصر الفيكتوري، اشتُهر بممارسة الهايدروثيرابي، أو ما يُعرف باسم «العلاج بالماء». نجح غولي مع شريكه جيمس ويلسون في تأسيس عيادة العلاج بالماء أو «الهايدروباثي» (كما اُطلق عليها في ذلك الوقت) في مالفرن، وسترشير، أذ أقبل عليها العديد من الشخصيات الفيكتورية البارزة، بما في ذلك تشارلز داروين وألفريد، الذي يُعرف باسم اللورد تنيسون.
تمركزت عيادة غولي المستخدمة لمياه مالفرن في منطقة مالفرن الكبرى، إذ تُعتبر مع جميع العيادات التي تلتها مسؤولة إلى حد كبير عن التطور السريع الذي شهدته مالفرن لتتحول من قرية نائية إلى بلدة كبيرة. يُعرف غولي أيضًا بوصفه متهمًا في قضية تسميم تشارلز برافو.

## بداية حياته وتعليمه وأسرته
وُلد جيمس مانبي غولي في كينغستون في جامايكا، وكان أبوه مزارع قهوة ثري. نُقل إلى إنجلترا للالتحاق بالمدرسة في ليفربول عندما أصبح عمره 6 سنوات، ثم ذهب إلى كلية سانت باربرا في باريس. أصبح طالب طب في جامعة إدنبرة في 1825، في سنة التحاق تشارلز داروين بالكلية نفسها. بعد ثلاث سنوات في إدنبرة، أصبح غولي متمرنًا خارجيًا في كلية الطب في باريس، ثم عاد إلى إدنبرة ونال درجة دكتور في الطب في 1829.
تزوج من فرانسيس كورت (توفيت عام 1838)، ابنة توماس كورت في يونيو 1831. وأنجبا طفلين:
- سوزانا غولي (1833-1903) التي تزوجت من ويليام هنري جيفكوك وأنجبت منه أبناء.
- ويليام كورت غولي فيكونت سيلبي الأول (1835-1909) الذي تزوج من إليزابيث سيلبي وأنجبت منه أبناء.

تزوج غولي من فرانسيس كيبل في أكتوبر 1840.

## مسيرته المهنية
بدأ غولي العمل بصفة طبيب في لندن في 1830، واستمر في كتابة وترجمة الكثير من الكتب والأوراق الطبية، وأصبح زميلًا في الجمعية الطبية وتقويم العمود الفقري في لندن وزميلًا في الجمعية الفيزيائية الملكية في إدنبرة. أسهم في تحرير مجلة لندن الطبية والجراحية وجريدة ليفربول الطبية. اهتم غولي بفكرة تطفر الأنواع، وترجم أطروحة تطورية في علم وظائف الأعضاء المقارن كتبها عالم الأجنة فريدريش تيدمان.
كان غير راض عن العلاجات الطبية في زمنه، والتقى بالدكتور جيمس ويلسون في 1837 الذي أمضى بعض الوقت في القارة، وعاد متحمسًا لفكرة العلاج بالماء. كان الدكتور ويلسون أحد الإنجليز القلائل الذين بقوا في مؤسسة فنسنت بريسنيتز المائية في جرافنبرج في النمسا (المعروفة الآن بلازني جيسنيك في جمهورية التشيك) قبل الكابتن آر تي كلاريدج، الذي أصبح اسمه مرادفًا للمداواة المائية بسبب كتابه في 1842 تحت عنوان المداواة المائية؛ أو العلاج بالماء البارد، كما يمارسه فنسنت بريسنيتز ... وجولات محاضراته. رغم اعترافه أن كلاريدج عمل كثيرًا لتشجيع العلاج بالماء، يذكر ويلسون «لقد قضيت وقتًا طويلًا في جرافنبرغ»، وأن كلاريدج «جاء إلى جرافنبرغ بعد فترة من وجودي هناك». يقول أحد الكتاب أن ويلسون كان في جرافنبرج 10 أشهر. في منشور سابق في 1842، اعترف ويلسون بأنه قرأ عمل كلاريدج، وأشاد دون تحفظ بتشجيعه «المتحمس» للمداواة المائية.
افتتح غولي وويلسون عيادات «علاج بالماء» في 1842، وأقاما لاحقًا شراكة في مالفيرن لتقديم نظام علاجي مشابه لذلك الموجود في عيادة بريسنيتز في جرافنبرغ. نشر ويلسون وغولي في 1843 مقارنة لفعالية العلاج بالماء مع العلاجات الدوائية، وتقارير عن بعض الحالات التي عولجت في مالفيرن، ونشرة من مؤسسة العلاج بالماء الخاصة بهم. ثم نشر غولي في 1846 العلاج بالماء في الأمراض المزمنة، واصفًا العلاجات المتاحة في العيادة وصفًا أوسع. أصبح غولي عضوًا في جمعية المعالجة المثلية البريطانية في 1848.
نمت شهرة مؤسسة العلاج بالماء، وأصبح غولي وويلسون شخصيتان معروفتان على المستوى الوطني. افتُتحت عيادتان أيضًا في مالفيرن. من بين المرضى المشهورين تشارلز داروين وتشارلز ديكنز وتوماس كارليل وفلورنس نايتينجيل واللورد تينيسون وصموئيل ويلبرفورس. جذب غولي مع شهرته بعض الانتقادات أيضًا: كان السير تشارلز هاستنغز، طبيب ومؤسس الرابطة الطبية البريطانية، ناقدًا صريحًا للمداواة المائية، وللدكتور غولي على وجه الخصوص.

## العلاج بالماء
كان على مرضى د. غولي في مالفرن الاستيقاظ في تمام الساعة الخامسة صباحًا، وخلع ملابسهم، ولف أجسادهم بملاءات مبللة ثم تغطيتها بالبطانيات. بعد ساعة من ذلك، يجب إلقاء دلاء من الماء على المرضى الذين يذهبون بعد ذلك في مسير لمسافة خمسة أميال، حاملين عصا التسلق وقارورة غريفنبرغ المليئة بالمياه المعدنية ليتوقفوا عند الآبار من أجل المياه. عاد المرضى بعد ذلك إلى غرفة ضخ مالبرن لتناول الإفطار والبسكويت الجاف وشرب الماء. أمضوا عقب ذلك يومهم في الاستحمام داخل مجموعة متنوعة من الحمامات، أو ارتدوا في بعض الحالات ملاءة مبللة أُطلق عليها اسم «حزام نيبتون» حول وسطهم طوال الوقت، ولم يخلعوها إلا في أوقات الطعام. ضم العشاء دائمًا السمك ولحم الضأن المسلوق ليلحقه بعد ذلك بضع ساعات في السرير الجاف. أثبتت التمارين الرياضية، والطعام المتواضع وغياب الكحول جنبًا إلى جنب مع رفقة الأثرياء الآخرين فائدتها بشكل إجمالي. 

### تشارلز داروين
عانى تشارلز داروين من نوبات مرضية متكررة بما في ذلك آلام المعدة منذ عام 1838 فصاعدًا، ولم يحقق أي نتائج إيجابية مع العلاجات التقليدية. في عام 1849، اتبع داروين وصية صديقه الكابتن سولفيان وابن عمه فوكس بعد معاناته من أربعة أشهر من التقيؤ المستمر. بعد قراءته كتاب غولي بعنوان العلاج المائي للأمراض المزمنة، استأجر داروين فيلا لعائلته في مالبرن وبدأ علاجه التجريبي لمدة شهرين في 10 مارس. وافق غولي تشخيص داروين الذاتي بعسر الهضم العصبي، ووضع له نظامًا روتينيًا بما في ذلك تعرضه للحرارة من مصباح روحي حتى يقطر من العرق، ليخضع بعد ذلك لفرك قوي بالمناشف الرطبة الباردة وحمامات الأقدام الباردة، ونظام غذائي صارم وجولات مسير دورية. تمتع داروين بالاهتمام والنظام المتطلب الذي لم يترك له أي وقت للشعور بالذنب حيال توقفه عن العمل. تحسنت صحته بشكل ملحوظ وسريع وشعر بأن العلاج بالماء «ليس دجلًا». لم يؤمن داروين بفعالية الأدوية المثلية التي وصفها له غولي ثلاث مرات في اليوم، إلا أنه طاوعه وتناولها. مكث داروين وعائلته حتى 30 يونيو، واستمر في اتباع النظام الغذائي بعد عودته إلى منزله، بالإضافة إلى استمراره في العلاج بالماء بمساعدة خادمه الشخصي.
بعد عودة مرضه في سبتمبر، ذهب داروين لزيارة مالبرن ليوم واحد، ثم أكمل تعافيه في المنزل. في يونيو 1850، مكث داروين أسبوعًا في مالبرن بعد خسارته وقته للمرض (دون معاناته من التقيؤ). كتب في وقت لاحق من نفس السنة متوجهًا في رسالته إلى فوكس عن سذاجة «طبيبه غولي المحبوب» الذي عانت ابنته من المرض، وعالجها من خلال فتاة مستبصرة للإبلاغ عن التغيرات الداخلية، أخصائية مغناطيسية لإدخالها في حالة نوم، بالإضافة إلى جون شابمان كمعالج بالمثلية وغولي نفسه كمعالج بالماء، إذ تعافت ابنته بنجاح بعد هذا العلاج. شرح داروين لفوكس شكوكه الحانقة بشأن الاستبصار والعلاج المثلي. بعد معاناة ابنة داروين الصغرى من عسر الهضم المستمر، أخذها داروين بكل ثقة إلى غولي في 24 مارس 1851، وتركها هناك بعد أسبوع لتخضع للعلاج، لكن سرعان ما استدعاه د. غولي خلال خمسة عشر يومًا من بدء العلاج نتيجة إصابة آني بالحمى الصفراوية. كان د. غولي مراعيًا وطمأنهما مرارًا بأنها في طور التعافي، إلا أنها توفيت بعد سلسلة من الأزمات في 23 أبريل. افاد غولي بأن سبب الوفاة «الحمى الصفراوية المصحوبة بالطابع التيفوئيدي». 
احتفظ داروين بسجلات تأثيرات العلاج المستمر بالماء في المنزل، وأوقف هذه النظام في عام 1852، إذ وجد أن العلاج قادر على المساعدة في بعض الاسترخاء لكنه لا يمتلك أي فعالية معتبرة، ما يشير إلى أن دور العلاج مقتصر على تخفيف الأعراض النفسية الجسمية التي عانى منها. في عام 1855، كتب داروين لصديقه أن «د. غولي أفادني للغاية»، لكنه لم يرغب في العودة إلى مالفرن. بعد عودة مرضه للدرجة نفسها التي عانى منها عند رؤيته غولي للمرة الأولى، وجد داروين معالجًا آخر بالماء، د. لين، الذي خلا نظامه الأكثر سلاسة من الاستبصار، أو المغناطيسية أو المعالجة المثلية. بعد تعافيه السريع، تحول داروين بشكل كامل ليصبح مؤيدًا لهذا العلاج. في عام 1863، تفاقمت حالته المرضية بشكل خطير مع غياب د. لين، ما دفع إيما داروين إلى إقناع زوجها بالعودة إلى غولي. أخبره ابن عمه فوكس بأن غولي قد عانى من انهيار نفسي ما أدى إلى عدم توفره في هذه الأثناء. تطرق داروين في رده إلى معاناته من الأكزيما، وكتب أن «غولي سيكون خسارة فادحة وأنا بالكاد أدري من أستشير هناك. يجب أن أبقى تحت رعاية رجل متمرس ما، إذ لا يمكنني تحمل مزيد من العلاج الصعب». وصلوا إلى مالفرن في تاريخ 2 سبتمبر، لكن شعر داروين بأنه يتعرض للخداع والمماطلة من الطبيب المشرف، د. أيرست. رتبت إيما موعدًا لقدوم د. غولي من أجل إبداء موافقته على علاج أيرست، لكن تفاقمت الأكزيما بحلول ذلك الوقت وأصبح من غير المحتمل تعرضها للماء. أُصيب داروين بانهيار تام، وفي 13 أكتوبر المنتجع في حالة أسوأ مما كان عليه عند وصوله. استمر تفاقم المرض الخطير حتى ربيع عام 1866.